# Puconci
Puconci è un comune di 6 256 abitanti della Slovenia nord-orientale.
| Controllo di autorità | VIAF (EN) 485156858523749780007 · GND (DE) 1194510590 |